# Сант-Анджело-Лимозано
Сант-Анджело-Лимозано (итал. Sant'Angelo Limosano) — коммуна в Италии, расположена в регионе Молизе, в провинции Кампобассо.
Население составляет 397 человек (2008 г.), плотность населения составляет 25 чел./км². Занимает площадь 16 км². Почтовый индекс — 86020. Телефонный код — 0874.

## Демография
Динамика населения:

## Администрация коммуны
- Официальный сайт: http://www.comune.santangelolimosano.cb.it/